# Epigeneium nakaharae
Epigeneium nakaharae là một loài thực vật có hoa trong họ Lan. Loài này được (Schltr.) Summerh. mô tả khoa học đầu tiên năm 1956.